# Diagrama d'Euler

Un diagrama d'Euler no necessita mostrar totes les possibles interseccions.

Un diagrama de Venn mostra totes les possibles interseccions.

Exemples de diagrames de Venn amb regions ombrejades representant conjunts buits, fàcilment transformables a diagrames d'Euler.

Un  diagrama d'Euler  és una manera diagramàtica de representar els conjunts i les seves relacions. Són una representació moderna dels cercles d'Euler, els quals deuen el seu nom al seu creador, Leonhard Euler.
Els diagrames d'Euler normalment consisteixen en simples corbes tancades en el pla que són utilitzades per a descriure conjunts. Les relacions espacials entre les corbes (superposició, contenció o cap) corresponen, respectivament, a relacions d'intersecció, subconjunt i disjunts, de la teoria de conjunts.
Aquests diagrames són una generalització del ben conegut diagrama de Venn, que representa totes les possibles interseccions entre els conjunts presents donats.
A la intersecció de l'interior d'una col·lecció de corbes amb l'exterior de la resta de corbes se l'anomena  zona . Així, donat un conjunt de corbes, en els diagrames de Venn totes les zones han d'estar presents, però no així en un diagrama d'Euler, on algunes zones podrien no estar.
En el sentit de la lògica, un pot utilitzar la semàntica d'un model teòric per interpretar els diagrames d'Euler dins d'un domini de discurs. En l'exemple de la figura, el diagrama d'Euler representa que els conjunts  Animal  i  Mineral  són disjunts, perquè les corbes corresponents són disjuntes, i també que el conjunt  Four Legs  és un subconjunt del conjunt  Animal . El diagrama de Venn que utilitza les mateixes categories  Animal ,  Mineral  i  Four Legs  no encapsula aquesta informació. Tradicionalment, aquest  buit  d'un conjunt en els diagrames de Venn és descrit per un ombrejat o achurado de la regió. Els diagrames d'Euler, en canvi, representen  buit  ja sigui per l'ombrejat o per l'omissió d'una de les zones.
Sovint s'imposa un conjunt de condicions ben formades, que corresponen a restriccions topològiques o geomètriques imposades a l'estructura del diagrama. Per exemple, es pot forçar la connectivitat de les zones, o prohibir la concurrència de corbes o punts múltiples com a forma de representar interseccions tangencials de corbes. En el diagrama de sota, s'observa la transformació seqüencial de petits diagrames de Venn en diagrames d'Euler, alguns dels diagrames intermedis tenen concurrència de corbes. Tanmateix, aquesta seqüència de transformacions des d'un diagrama de Venn amb ombrejat fins a un diagrama d'Euler sense ombrejat, no és sempre possible. En efecte, hi ha exemples de diagrames d'Euler amb 9 conjunts que no són diagrames utilitzant corbes tancades simples i sense la creació de zones no desitjades, ja que ells haurien de tenir grafs duals no planars.